# Лаура Фазліу
Лаура Фазліу (алб. Laura Fazliu; 28 листопада 2000, Косовська Митровиця) — косовська дзюдоїстка, бронзова призерка Олімпійських ігор 2024 року.

## Виступи на Олімпіадах
| Олімпіада  | Дисципліна | Місце |
| ---------- | ---------- | ----- |
| Париж 2024 | до 63 кг   | 3     |

## Зовнішні посилання
- Лаура Фазліу на сайті International Judo Federation (англійська)
- Лаура Фазліу на сайті JudoInside.com (англійська)
- Лаура Фазліу на сайті AllJudo.net (французька)
- Лаура Фазліу на сайті Olympics.com (англійська)